# Wagamama high spec
Wagamama high spec (ワガママハイスペック?, Wagamama hai supekku), anche nota come Wagahigh (ワガハイ?, Wagahai), è una visual novel giapponese per adulti sviluppata da Madosoft e pubblicata per Microsoft Windows il 28 aprile 2016. Un adattamento anime, prodotto da AXsiZ, è stato trasmesso in Giappone tra l'11 aprile e il 27 giugno 2016.

## Modalità di gioco
Il videogioco è una visual novel romantica, in cui il giocatore dovrà assumere il ruolo di Kōki Narumi trascorrendo la maggior parte del gameplay a leggere la storia e i dialoghi. Il testo è accompagnato dagli sprite dei personaggi, che posti sulle immagini di sfondo, rappresentano le persone a cui Kōki rivolge la parola. Il gioco, in alcune parti della storia, offre anche alcune immagini in CG, che sostituiscono le immagini di sfondo e gli sprite, e talvolta raffigurano il protagonista mentre ha rapporti sessuali con le eroine.
La trama non è lineare, bensì esistono quattro linee narrative, ognuna delle quali può essere sperimentata dal giocatore in compagnia di un'eroina diversa. Nel corso del gameplay ci sono momenti in cui, infatti, lo scorrimento del testo si ferma e vengono offerte varie opzioni, alcune delle quali possono far terminare il gioco prematuramente. Per scoprire il contenuto di tutte le linee narrative, è necessario rigiocare la storia più volte, provando tutte le combinazioni di scelte possibili.

## Personaggi
Kōki Narumi (鳴海 幸樹?, Narumi Kōki)
Kaoruko Rokuonji (鹿苑寺 かおるこ?, Rokuonji Kaoruko)
Doppiata da: Hiyo Sakurano (gioco), Mariko Honda (anime)
Ashe R. Sakuragi (桜木・R・アーシェ?, Sakuragi R Āshe)
Doppiata da: Aine Sakura (gioco), Megu Sakuragawa (anime)
Toa Narumi (鳴海 兎亜?, Narumi Toa)
Doppiata da: Ann Komatsu (gioco), Mai Gotō (anime)
Mihiro Miyase (宮瀬 未尋?, Miyase Mihiro)
Doppiata da: Aoi Shirosaki (gioco), Chiyo Ōsaki (anime)

## Sviluppo e distribuzione
Wagamama high spec è il terzo gioco sviluppato da Madosoft dopo Namaiki delation e Yakimochi stream. La sceneggiatura è stata scritta da Mojasubii, Ryūsuke Mutsu, Nissy, Coyote Hayama e Hato, mentre il character design è stato progettato da Tsumire Utsunomiya con le illustrazioni super deformed di Nanateru. La sigla del gioco, Miracle Heart!!, è stata composta da Yūya Saitō e interpretata da Haruna Ōshima.
Una versione di prova gratuita è stata resa disponibile il 25 dicembre 2015, mentre un prologo è stato pubblicato il 4 febbraio 2016. Il gioco completo è stato messo in vendita ufficialmente il 28 aprile 2016, e in America del Nord è prevista una pubblicazione in inglese a cura di Sekai Project.

## Anime
L'adattamento anime è stato annunciato da Madosoft al Comiket 88 il 12 agosto 2015. La serie televisiva, diretta da Satoshi Shimizu presso lo studio AXsiZ, è andata in onda dall'11 aprile al 27 giugno 2016. La sigla di chiusura è High Spec Days (ハイスペックDays?, Hai Supekku Days) di Haruna Ōshima. In Italia e in altre parti del mondo gli episodi sono stati trasmessi in streaming, in contemporanea col Giappone, da Crunchyroll.

### Episodi
| Nº | Titolo italiano Giapponese 「Kanji」 - Rōmaji                                     | In onda        | In onda |
| Nº | Titolo italiano Giapponese 「Kanji」 - Rōmaji                                     | Giapponese     |         |
| 1  | Giorni d'estate e di calura 「ギラギラサマーデイズ」 - Giragira samā deizu        | 11 aprile 2016 |         |
| 2  | Cucinando in allegria 「ウキウキクッキング」 - Ukiuki kukkingu                    | 18 aprile 2016 |         |
| 3  | Disegno in tempi stretti 「ギリギリドローイング」 - Girigiri dorōingu             | 25 aprile 2016 |         |
| 4  | Caccia tutta da ridere 「ドタバタハンティング」 - Dotabata hantingu               | 2 maggio 2016  |         |
| 5  | Doposcuola al cardiopalma 「ビクビクアフタースクール」 - Bikubiku afutā sukūru    | 9 maggio 2016  |         |
| 6  | Il misterioso mistero del mistero 「ナゾナゾミステリアス」 - Nazonazo misuteriasu | 16 maggio 2016 |         |
| 7  | Una bella dormita di gusto 「ムニャムニャスリーピング」 - Munyamunya surīpingu    | 23 maggio 2016 |         |
| 8  | Meccanismo ad alta tensione 「ハラハラメカニック」 - Harahara mekanikku           | 30 maggio 2016 |         |
| 9  | Malinconia gattesca 「ネコネコメランコリック」 - Nekoneko merankorikku            | 6 giugno 2016  |         |
| 10 | Comicità eclettica 「アレコレスラップスティック」 - Arekore surappusutikku        | 13 giugno 2016 |         |
| 11 | Girotondo a nuoto 「グルグルスイミング」 - Guruguru suimingu                      | 20 giugno 2016 |         |
| 12 | Sorpresa da batticuore 「ドキドキサプライズ」 - Dokidoki sapuraizu                | 27 giugno 2016 |         |